# 瓜卡
瓜卡是巴拿马奇里基省大卫区的一个城市。 该市面积为69.2平方（26.7平方英里），2010年时人口为1,891，故其人口密度为27.3名居民每平方（71名居民每平方英里）。 1990年时人口为1,483，2000年时人口为1,726。